# Maison (Loches, 3 place Charles-VII)
Pour les articles homonymes, voir Maison (homonymie).
La maison (Loches, 3 place Charles-VII) est une demeure particulière dans la commune de Loches, dans le département français d'Indre-et-Loire.
La façade à pans de bois et les toitures de cette maison du XVe siècle sont inscrites comme monument historique en 1961

## Localisation
La maison se trouve dans la cité royale de Loches, presque en face de l'église Saint-Ours et non loin du château de Loches.

## Histoire
La maison est construite au XVe siècle. Lorsqu'un incendie ravage Loches pendant la guerre de Cent Ans lors du siège mené par le duc d'Alençon, cette maison est l'un des rares édifices à pans de bois à y résister. Les blocs de tuffeau remplissant les intervalles entre les pièces de bois sont un ajout postérieur à la construction.
Au XVIIIe siècle, des ouvertures sont pratiqués dans la façade de son rez-de-chaussée.
La façade et les toitures sont inscrites comme monument historique par arrêté du 27 octobre 1961.

## Description
La maison se compose d'un étage et d'un comble au-dessus d'un rez-de-chaussée en pierre de taille. La façade de l'étage et du comble est à pans de bois et pierre de taille, les autres murs intégralement en pierre de taille.

## Pour en savoir plus